# Bellaria-Igea Marina
Bellaria-Igea Marina is een gemeente in de Italiaanse provincie Rimini (regio Emilia-Romagna) en telt 19.565 inwoners (31-12-2019). De oppervlakte bedraagt 18,3 km², de bevolkingsdichtheid is 844 inwoners per km².
De volgende frazioni maken deel uit van de gemeente: Igea Marina.

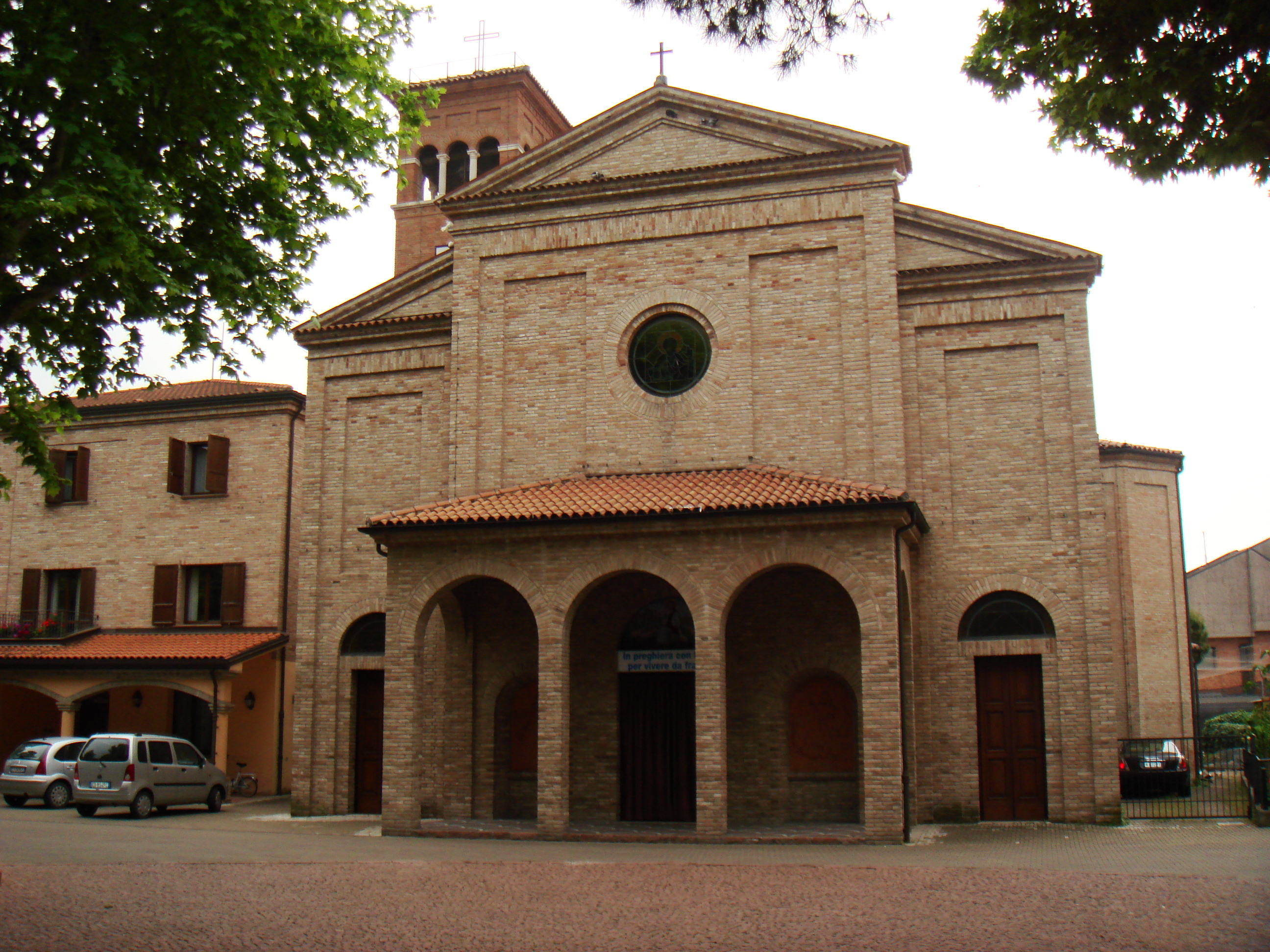
Kerk van Bellaria
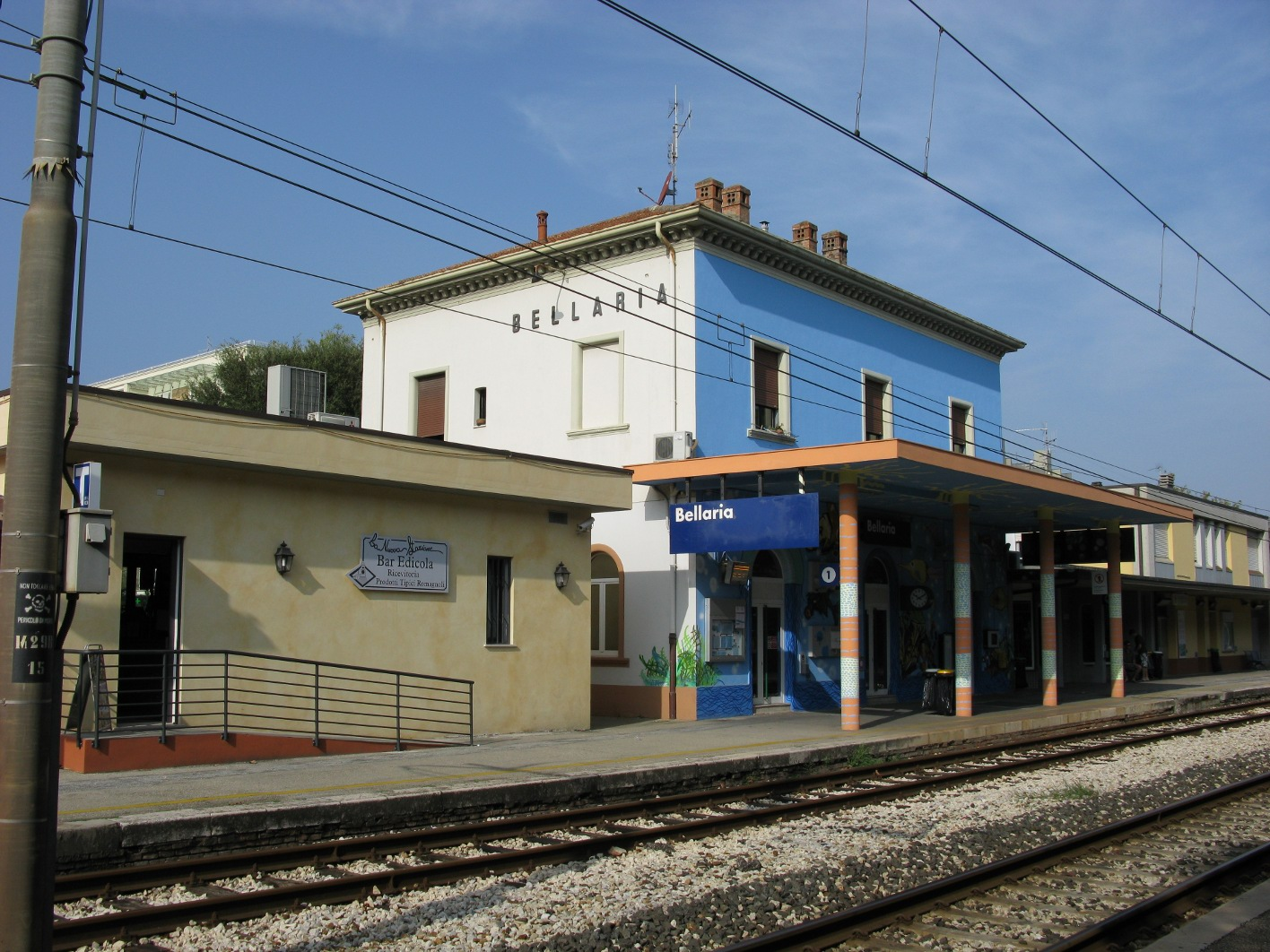
Station van Bellaria

## Demografie
Bellaria-Igea Marina telt ongeveer 6881 huishoudens. Het aantal inwoners steeg in de periode 1991-2001 met 20,3% volgens cijfers uit de tienjaarlijkse volkstellingen van ISTAT.
| Jaar | Inwoneraantal |
| ---- | ------------- |
| 1991 | 12.813        |
| 2001 | 15.409        |

## Geografie
Bellaria-Igea Marina grenst aan de volgende gemeenten: Rimini, San Mauro Pascoli (FC).
Bellaria-Igea Marina · Cattolica · Coriano · Gemmano · Misano Adriatico · Mondaino · Monte Colombo · Montefiore Conca · Montegridolfo · Montescudo · Morciano di Romagna · Poggio Berni · Riccione · Rimini · Saludecio · San Clemente · San Giovanni in Marignano · Santarcangelo di Romagna · Torriana · Verucchio
- Gemeinsame Normdatei: 4516013-2
- Library of Congress Control Number: n2008019009
- MusicBrainz: 97e528e4-dd8e-4bc9-b0ab-f762af713313
- Système universitaire de documentation: 202437493
- Virtual International Authority File: 133920685
- WorldCat: E39PBJtH33THCtRH4GQm6M6R8C

1. ↑  https://demo.istat.it/?l=it.